# Гралево (Любуське воєводство)
Гралево (пол. Gralewo, нім. Gralow) — село в Польщі, у гміні Санток Гожовського повіту Любуського воєводства.
Населення — 814 осіб (2011).
У 1975-1998 роках село належало до Гожовського воєводства.

## Демографія
Демографічна структура станом на 31 березня 2011 року:
|          | Загалом | Допрацездатний вік | Працездатний вік | Постпрацездатний вік |
| -------- | ------- | ------------------ | ---------------- | -------------------- |
| Чоловіки | 408     | 69                 | 303              | 36                   |
| Жінки    | 406     | 94                 | 235              | 77                   |
| Разом    | 814     | 163                | 538              | 113                  |